# Transitionssystem
Ein Transitionssystem (englisch transition system) beschreibt in der Automatentheorie die möglichen Zustände eines zustandsbasierten Systems und die möglichen Übergänge (Transitionen) zwischen diesen Zuständen.
Man unterscheidet dabei diskrete und kontinuierliche Systeme. In der Regel betrachtet man nur diskrete Systeme, da diese wesentlich leichter überprüft werden können.
Ferner unterscheidet man deterministische und nichtdeterministische Transitionssysteme. Im ersten Fall wird einem Zustand und einer Transition höchstens ein Folgezustand zugeordnet, während im nichtdeterministischen Fall derselbe Zustand zu einer Transition mehrere Nachfolgezustände besitzen kann. Deterministische Transitionssysteme sind in diesem Sinne Spezialfälle von nichtdeterministischen Transitionssystemen.
Ein Transitionssystem kann verwendet werden, um bestimmte Eigenschaften eines zustandsbasierten Systems zu zeigen, insbesondere die Terminiertheit. Aus diesem Grund wird es zur Verifikation der Korrektheit von Algorithmen eingesetzt. Auch zum Beweis der Verklemmungsfreiheit von verteilten Systemen kann dieses Konstrukt angewendet werden.

## Formale Definition
Formal wird ein diskretes Transitionssystem beschrieben durch ein Quadrupel {\displaystyle TS=(S,S_{0},A,T)}, wobei
- {\displaystyle S} ist eine Menge von Zuständen.
- {\displaystyle S_{0}\subseteq S} ist eine nichtleere Menge von Startzuständen.
- {\displaystyle A} ist ein endliches Alphabet, wobei {\displaystyle S\cap A=\emptyset }. Die Elemente von A heißen Markierungen (engl. label) von TS.
- {\displaystyle T\subseteq S\times A\times S} ist die Transitionsrelation von {\displaystyle TS}, die für jeden Zustand und jedes Eingabezeichen bestimmt, welche Nachfolgezustände existieren.

Das Transitionssystem entspricht also einem endlichen Automaten, nur dass die Zustandsmenge nicht endlich sein muss und die Transitionsrelation daher beliebig komplex sein kann. Schon diese scheinbar kleinen Erweiterungen führen dazu, dass Transitionssysteme im Allgemeinen turingmächtig sind.
Ein Transitionssystem heißt deterministisch, wenn die folgenden beiden Bedingungen erfüllt sind:
- {\displaystyle S_{0}} enthält genau ein Element.
- Wenn {\displaystyle (z_{0},a,z_{1})\in T}, dann folgt für alle {\displaystyle (w_{0},b,w_{1})\in T} mit {\displaystyle w_{0}=z_{0}} und {\displaystyle b=a} auch {\displaystyle w_{1}=z_{1}}.

In jedem Zustand ist also für jedes Eingabezeichen eindeutig festgelegt, was der nächste Zustand sein muss.

## Eigenschaften
Ein Transitionssystem heißt endlich, falls die Menge der Zustände {\displaystyle S} endlich ist. Ein endliches Transitionssystem ist ein endlicher Automat. Solche Transitionssysteme können als Transitionsdiagramm dargestellt werden: Es bildet im Allgemeinen einen gerichteten zyklischen Graphen mit benannten Kanten.
Mit (zumeist) endlichen Graphen beschäftigt sich ein ganzer Zweig der Theoretischen Informatik, die sogenannte Modellprüfung (model checking). Ziel ist es, das in einer Sprache (zum Beispiel Guarded Commands, Petri-Netze) definierte Transitionssystem automatisch daraufhin zu überprüfen, ob es eine Spezifikation erfüllt, die ebenfalls in einer geeigneten Sprache (meist einer Temporalen Logik, wie LTL, CTL oder CTL*) gegeben ist.

## Beispiele

### Ampel
Eine Ampel lässt sich als Transitionssystem verstehen. Eine Ampel besitzt die fünf Zustände {\displaystyle \{rot,rot-gelb,gruen,gelb,aus\}}. Im Normalbetrieb wechselt die Ampel ihre Zustände in folgender Reihenfolge: {\displaystyle rot\ {\overrightarrow {a}}\ rot-gelb\ {\overrightarrow {a}}\ gruen\ {\overrightarrow {a}}\ gelb\ {\overrightarrow {a}}\ rot}. Außerdem besitzt eine Ampel einen Nachtbetrieb:{\displaystyle gelb\ {\overrightarrow {b}}\ aus\ {\overrightarrow {b}}\ gelb}. Die Beschreibung dieser beiden Zyklen als Zustandsänderung nennt man Transitionssystem.

## Deterministischer endlicher Automat
Der oben abgebildete Graph ist ein DEA mit den drei Zuständen {\displaystyle S_{0}}, {\displaystyle S_{1}} und {\displaystyle S_{2}}. Der Zustand {\displaystyle S_{1}} ist ein Endzustand. Das Alphabet besteht aus den beiden Buchstaben {\displaystyle a} und {\displaystyle b}. Andere Buchstaben akzeptiert der Automat nicht. Der reguläre Ausdruck {\displaystyle a^{*}b(a^{+}b|b^{+}a)^{*}} entspricht der Sprache, die dieser DEA akzeptiert.